# Vážky
Vážky (Odonata) jsou řád okřídleného velkého hmyzu s úzkým a velmi protáhlým tělem, který je v podstatě nezaměnitelný s druhem z jiného řádu. V hmyzím světě patří vážky mezi nejlepší letce a jsou hmyzem s nejdokonalejším zrakem. Životním prostředím, nezbytným k vývoji vážek, je až na výjimky voda. Vyvíjejí se proměnou nedokonalou. Všechny vážky i jejich larvy se živí dravě. Řád vážky se dělí na 3 podřády. Vědecké pojmenování řádu Odonata pochází z řečtiny ze slova odontos (zub), podle ozubeného kousacího ústrojí. Řád je předmětem studia zvláštního oboru entomologie zvaného odonatologie.

## Popis

### Dospělec

Popis těla dospělé vážky (vážka černořitná)

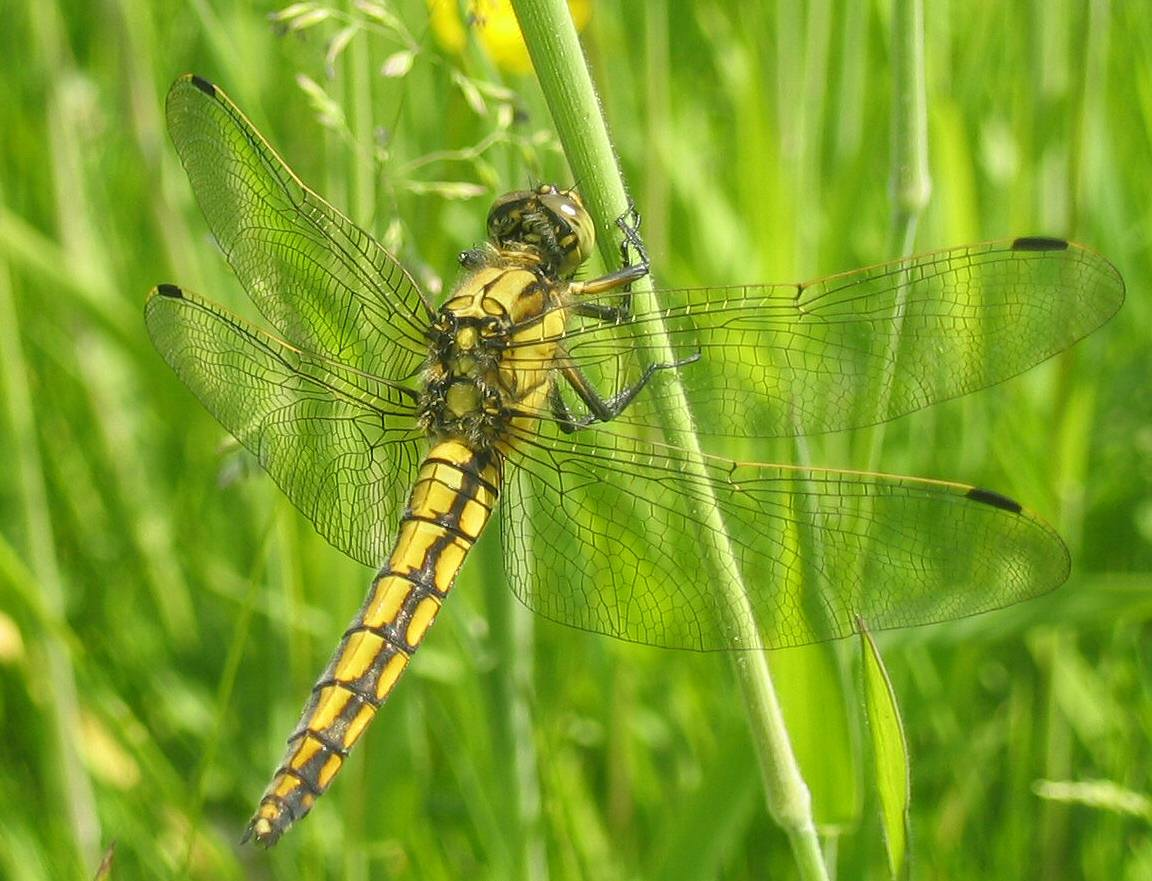
Dospělá vážka (vážka černořitná)

Dospělé vážky mají štíhlé, protáhlé tělo, dlouhé 20 – 130 mm a tři páry nohou. Často jsou velmi barevné, některé i kovově lesklé. Na těle mívají pruhy a skvrny. Samička a sameček mívají často odlišné zbarvení těla i křídel (pohlavní dimorfismus). Hmotnost dospělce může být různá podle druhu, např. velmi malé šidélko malé váží asi 20 mg, zatímco šídlo královské 1 200 mg.
Hlava je velká s velkýma složenýma očima po stranách. Hlava je velmi pohyblivá, vážka jí může otočit až o 180 stupňů a naklonit dozadu o 70 stupňů. Složené oči mohou být sestaveny až z 28 000 oček (ommatidií). Horní částí složeného oka vážka vidí na dálku a spodní částí vnímá bližší předměty. Ústní ústrojí je mohutné, ozubené, kousacího typu. Tykadla jsou krátká, štětinkovitého charakteru. Tři jednoduchá očka (ocelli) jsou vždy vyvinuta a umístěna na temeni. Stejnokřídlice mají oči daleko od sebe, u různokřídlic se oči skoro vždy na temeni dotýkají. S předohrudí je hlava spojena tenkou stopkou.
Předohruď je pohyblivý malý článek za hlavou, na kterém je zespodu narostlý první pár nohou. U samiček je předohruď svrchu upravena pro zachycení klíšťkami samečka při páření. Středohruď a zadohruď jsou srostlé v jeden celek, který je šikmo postaven proti předohrudi. Tím jsou zespodu narostlé nohy značně vysunuty dopředu. Svrchu jsou připojené oba páry křídel. Dva páry blanitých křídel s hojnou žilnatinou odstávají od těla a nedají se sklopit dozadu na zadeček (charakteristické pro skupinu hmyzu nazývanou dříve Paleoptera, kam patří vážky společně s jepicemi a dalšími již vyhynulými druhy). Rozpětí křídel může dosahovat od 19 do 200 mm. Křídla jsou průhledná, čirá nebo různě zbarvená. Stejnokřídlice mají přední i zadní křídla skoro stejného tvaru, zatímco různokřídlice je mají víc rozdílné (odtud je jejich alternativní pojmenování stejnokřídlice a různokřídlice). Nohy jsou krátké, někdy s trny. Chodidlo je tříčlánkové. Zadeček má deset článků, je válcovitý, protáhlý a ukončený kratičkými štěty. Samička má pohlavní orgány umístěny zespodu mezi 8. a 9. článkem zadečku. Samčí pohlavní orgán je zespodu devátého článku. Samečci mají navíc druhotný pohlavní orgán zespodu mezi 2. a 3. článkem zadečku.

### Nymfa

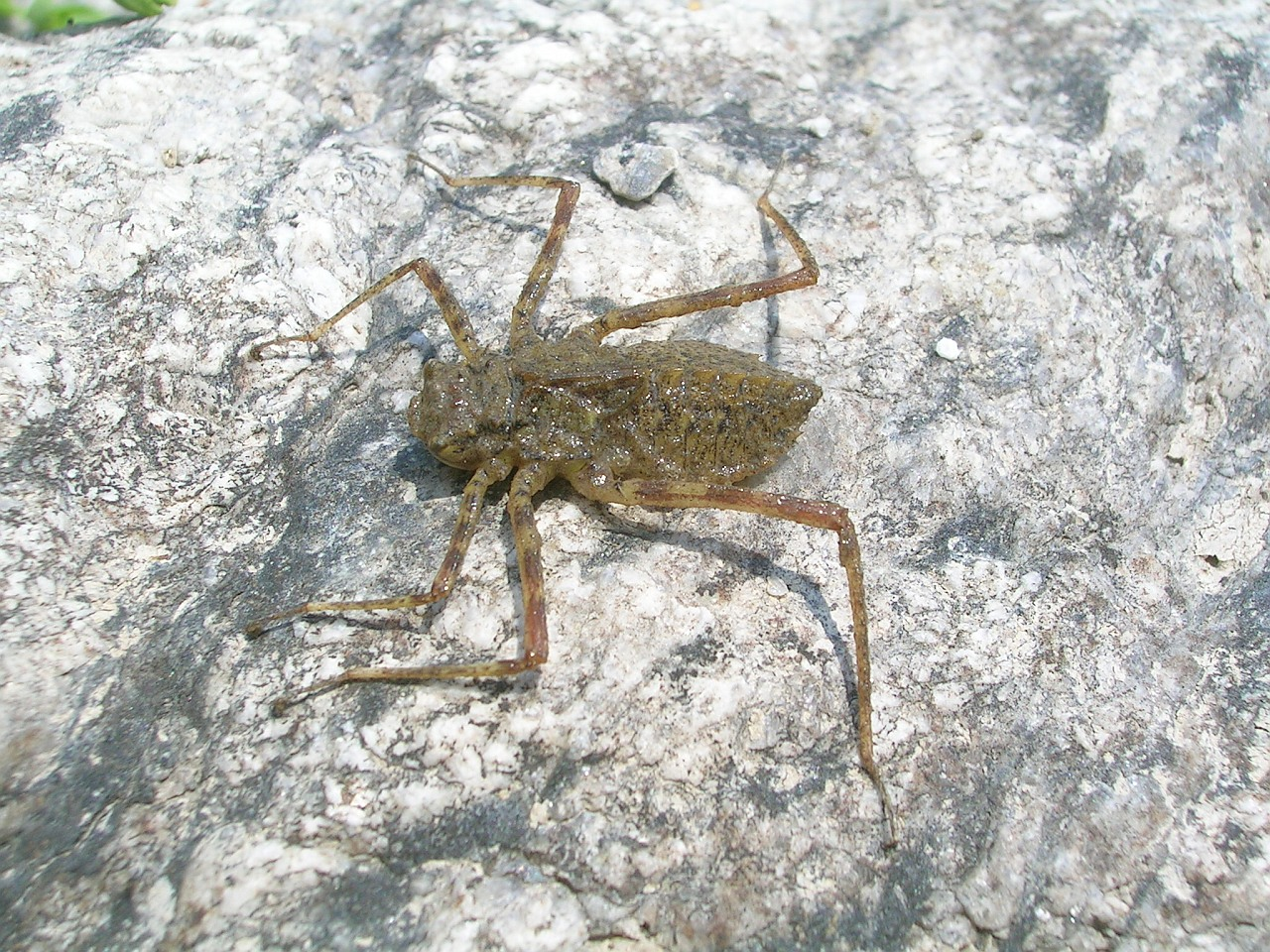
Nymfa vážky

U nymfy (larvy) je hlava pevně spojena s hrudí. Složené oči nejsou tak velké jako u dospělců. Jednoduchá očka bývají většinou jen naznačená a jsou nefunkční. Spodní pysk je přetvořen ve vychlípitelné uchvacovací zařízení, tzv. masku. Tykadla jsou větší než u dospělců, sedmičlánková. Nohy jsou delší a silnější. Zadeček je desetičlánkový a je širší a kratší než u dospělců. Různokřídlice mají často zadeček ozbrojený trny. Nymfy stejnokřídlic mají na konci zadečku tři protáhlé výrůstky, sloužící jako ploutvičky. Nymfám motýlic mohou dorůstat ztracené orgány (regenerace), i když už nebývají tak dokonalé jako původní.

### Vajíčko
Vajíčka mají na délku od 0,5 do 2 mm. Druhy, které vajíčka kladou do rostlin, mají tvar vajíčka podlouhlý, zatímco druhy kladoucí vajíčka volně je mají kulatá a většinou rosolovitě obalená.

## Vývoj jedince
Vážky se vyvíjí proměnou nedokonalou, tzn. že jejich vývoj nezahrnuje stádium kukly. Nymfy (larvy) vážek se rodí ve vodě nebo v blízkosti vody z vajíčka. Pokud vajíčko nepřezimovává, tak se z něj líhne nymfa po dvou až čtyřech týdnech. První stadium tzv. pronymfa trvá jen několik minut. Pronymfa se ještě moc nepodobá vážce, až při dalším svlékání se na ní objevují první společné rysy. Svlékání nymfy probíhá asi 10–15×. Při každém svlékání nymfa odvrhuje celou pokožku s dýchacím a zažívacím traktem. Při jednotlivých svlékáních se postupně nymfa vyvíjí a celkově roste. Nymfa se vyvíjí několik měsíců až let, některé druhy až 5 let (páskovec). Před posledním svlékáním nymfa přestává přijímat potravu a vylézá na vzduch, nejčastěji na stonky rostlin, někdy přímo na břeh. Líhnutí probíhá nejčastěji za teplého počasí v ranních hodinách. Nymfa se pevně přichytí podkladu a vážka se začne líhnout. Líhnutí trvá asi hodinu. Po vylíhnutí vážka ještě nějakou dobu sedí poblíž svlečky (exuvie), narovnává křídla a tvrdne, než je schopna odletět. Pohlavní zralosti (podle druhu) dosahuje po 14 dnech až měsíci. Průměrná délka života dospělé vážky je podle druhu různá, např. šidélko ruměnné se dožívá průměrně 7 dnů, šídlo královské 14 dnů. Maximum je ale mnohem vyšší, třeba u šídla královského činí 60 dnů. Výjimku tvoří druhy, které přezimovávají jako dospělci, ti se mohou dožít i půl roku.

## Způsob života

### Stanoviště, pohyb, přezimování

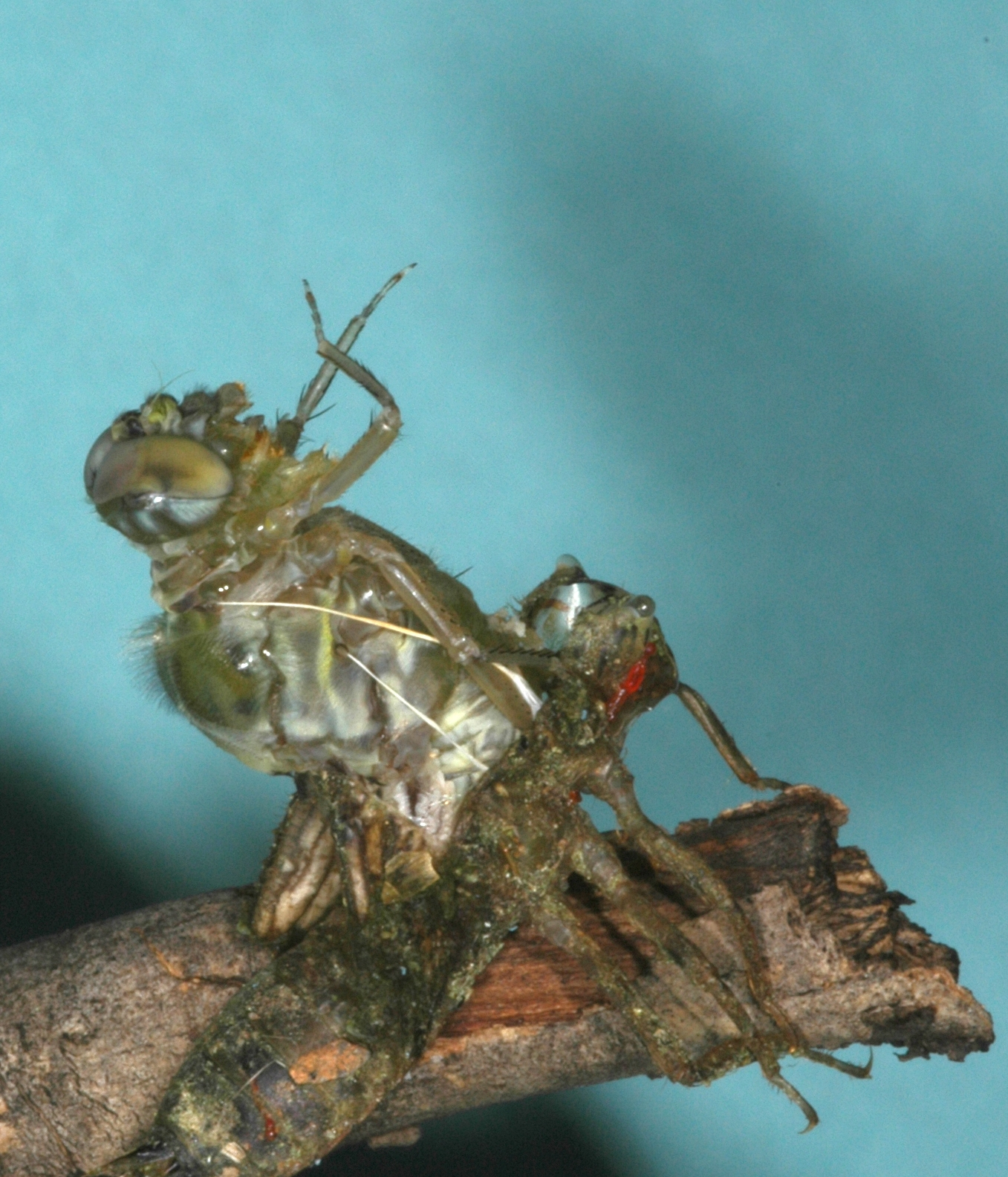
Líhnutí vážky

Nymfy vážek se většinou vyvíjí ve vodě, nároky na typ vody mají velmi různé podle druhu, jsou známy i druhy vyvíjející se ve slané vodě nebo v horských pramenech. Existují i druhy, které se vyvíjí na vzduchu, známý je např. druh z rodu Megalagrion vyvíjející se v hrabance v lesích na Havaji.
Dospělé vážky žijí ve vzduchu. Některé druhy se ani v dospělosti nevzdalují od vody a žijí celý život tam, kde se narodily. Jsou však i druhy, které podnikají daleké cesty od svého rodiště. Ty se pak mohou vyskytovat u lesních cest, na mýtinách nebo se dokonce mohou objevit i ve městech. Vážky se mohou pohybovat jen pomocí křídel, nohy jim slouží jen k uchycení na vegetaci nebo k lovení kořisti. Mezi hmyzem patří k nejdokonalejším letcům, některé vážky mají frekvenci 30 úderu křídel za sekundu a dosahují rychlosti 6 až 7 m/s, výjimečně až 14 m/s, přesto létají téměř neslyšně. Za letu mohou stát na místě, mohou letět kolmo nahoru i dolů, změnit v okamžiku směr letu a dokonce letět i pozpátku. Vážky při letu hýbají předními a zadními křídly nesouměrně. Jako první tuto schopnost vážky popsal Leonardo da Vinci. Jeho popis letu vážky bylo možno ověřit až 400 let později, když mohl být let zachycen vysokorychlostní fotografií. Většinou létají jen ve dne za jasného počasí, upřednostňují bezvětří, ale v tropech se vyskytují druhy, které létají v noci. Létající dospělce lze v Česku vidět podle druhu od konce března do půlky listopadu. První stádium nymfy (pronymfa) se pohybuje skákáním. Nymfa se pohybuje pomocí nohou nebo plaváním a to rozdílným způsobem u různokřídlic a stejnokřídlic. Různokřídlice pro unik před nepřítelem nebo i přemístění na velkou vzdálenost dovedou plavat vychrlením velkého množství vody análním otvorem, což je vystřelí prudce vpřed. Stejnokřídlice k plavání používají tři anální plátky jimiž vytvoří ploutvičku, kterou se vymršťují vpřed.
U některých druhů se, za dosud nevysvětlených příčin, mohou objevit tahy hejn (milióny jedinců), podobně jako u sarančat (např. vážka ploská).
Zimu vážky mohou přečkávat ve všech třech svých vývojových stádiích. Nejčastěji se tak děje ve formě vajíčka nebo larvy. V Česku jen jediný rod přezimovává jako dospělec (šídlatka Sympecma).

### Lov a potrava

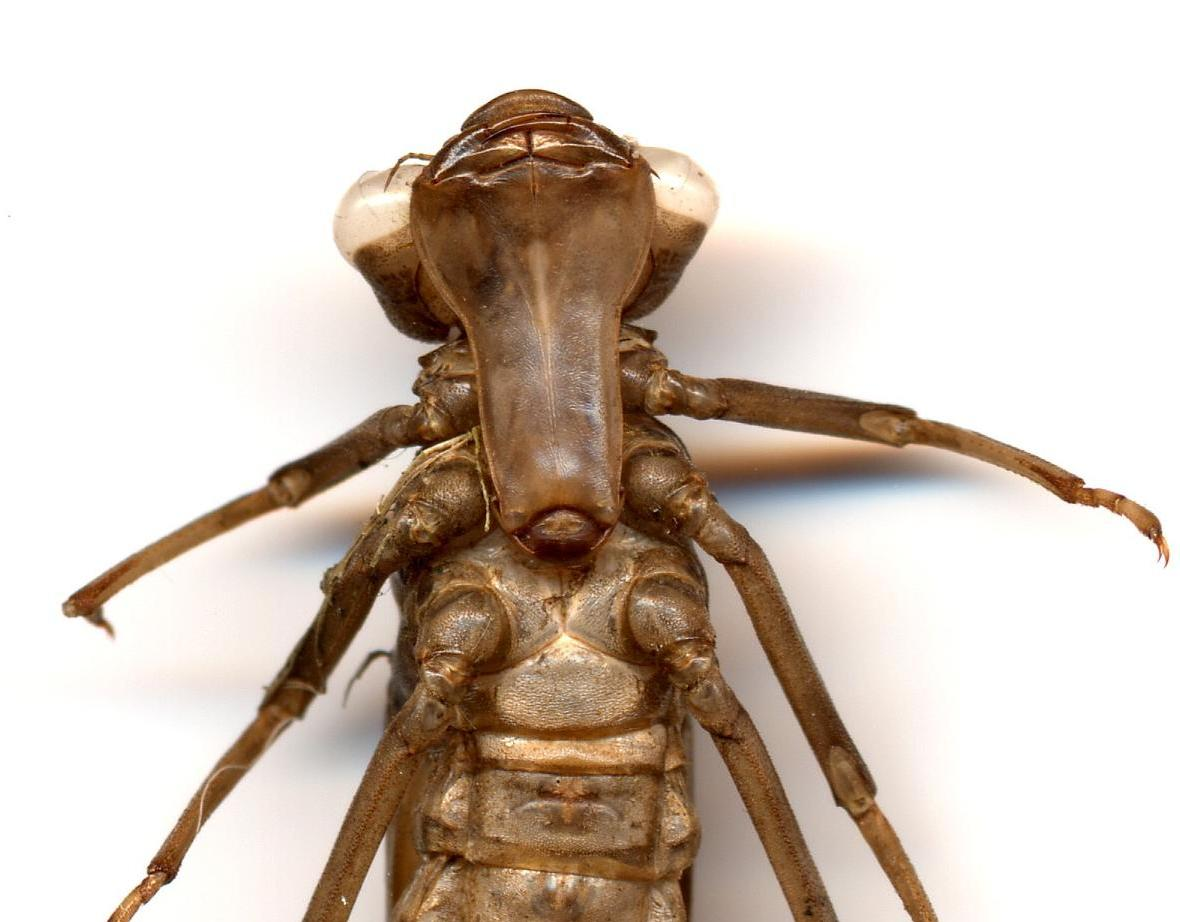
Pohled na nymfu zespodu – mezi očima uprostřed je vidět vymršťovací maska k lovení kořisti (šídlo modré)

Vážky i jejich nymfy se živí výhradně dravě. Kořist většinou vyhledávají a loví za letu, ale některé druhy vyčkávají na místě a vzlétnou za kořistí teprve až ji spatří. Větší šídla svojí kořist za letu často i požírají. Díky svému výbornému zraku dokáží spatřit kořist až ze 2 metrů. Kořist nejprve chytí nohama a přitáhnou si jí k ústům. Jejich kořistí bývá jakýkoliv létající hmyz, někdy i jiné druhy vážek (často šídlo uloví motýlici). Nymfa loví kořist pomocí tzv. masky, což je přetvořený spodní pysk s uchvacovacím zařízením. Masku dokáže vymrštit až do vzdálenosti jedné třetiny svého těla a kořist si pomocí ní přitáhne k ústům. Nejčastěji loví larvy jiného vodního hmyzu.
Vážky patří mezi nejefektivnější predátory v přírodě, kteří jsou při lovu úspěšní asi v 95 % případů. Vděčí za to zejména svým velmi bystrým smyslům a nesmírně rychlým reakcím.

### Rozmnožování

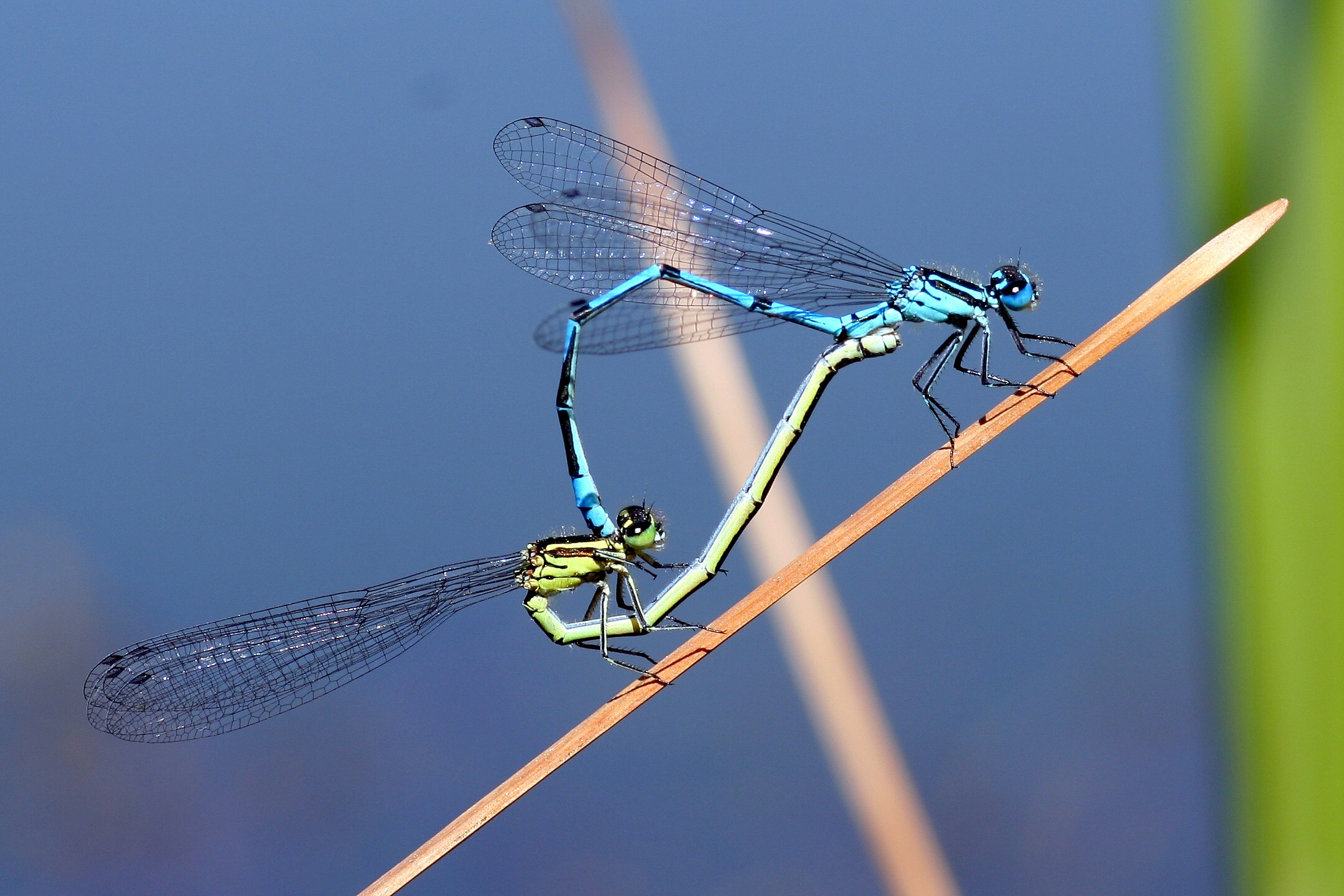
Kopulace – modrý je sameček, žlutozelená samička (šidélko páskované)

Samec vážky má 2 kopulační orgány. Prvotní, ve kterém je uloženo sperma, má na konci zadečku. Druhotný, který má mezi 2. a 3. článkem zadečku, slouží k vlastní kopulaci. Před kopulací musí sameček přenést sperma z prvotního na druhotný orgán. Pak chytí, pomocí klíštěk na konci zadečku, samičku za hlavou. Při kopulaci se samička stočí koncem zadečku k druhotnému pohlavnímu orgánu samečka. Pokud už byla samička před kopulací oplodněná jiným samečkem, tak jí sameček odstraní spermie z pohlavního otvoru ostrým bičíkem na konci penisu. Po kopulaci snáší samička vajíčka, často ve společnosti samečka, který ji při tom drží klíšťkami. Vajíčka snáší rozdílně podle druhu, někdy přímo do vody, do vodních rostlin nebo na stromy nad vodou. U některých druhů (z podřádu motýlic) sestupuje při kladení vajíček samička společně se samečkem pod vodu ve vzduchové bublině (např. šidélko kroužkované). Pod vodou mohou sestupovat do hloubky blížící se jednomu metru a vydržet tam až jednu hodinu. Vážky se při kladení vajíček nad vodní hladinu orientují podle jejího třpytu na slunci, proto někdy dochází ke kladení vajíček na blýskající se karoserii aut.

## Rozšíření
Na celém světě je známo nejméně 5956 druhů. V Evropě se vyskytuje až 143 druhů. V Česku až 74 druhů (4 bez stálých populací) ve dvou podřádech. Vážky jsou především rozšířeny v tropech, kde bývají kolem vod a v pralesích dokonce hojnější než motýli.

## Paleontologie
Stáří se uvádí 330 milionů let. První vážky jsou doloženy z permu. Jejich předchůdci pravážky (Protodonata) pocházejí už ze svrchního karbonu. Nejstarší dnešní (recentní) podřád vážek Anisozygoptera je doložen z počátku druhohor. Tento podřád se dnes vyskytuje už jen ve dvou druzích žijících ve východní Asii. Šídla a motýlice se objevují až koncem druhohor. Staré vážky v prvohorách dosahovaly mnohem větších rozměrů než dnešní. Některé druhy pravážek měly rozpětí křídel až 700 mm. Nálezy fosílií pravážek pocházejí i z našeho území, např. ve Zbýšově u Rosic byla objevena pravážka moravská (Moraviptera reticulata).

## Taxonomie

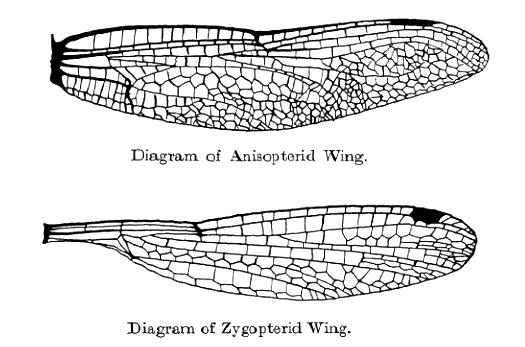
Rozdíl mezi motýlici a šídlem ve tvaru křídla. Křídlo šídla nahoře, motýlice dole

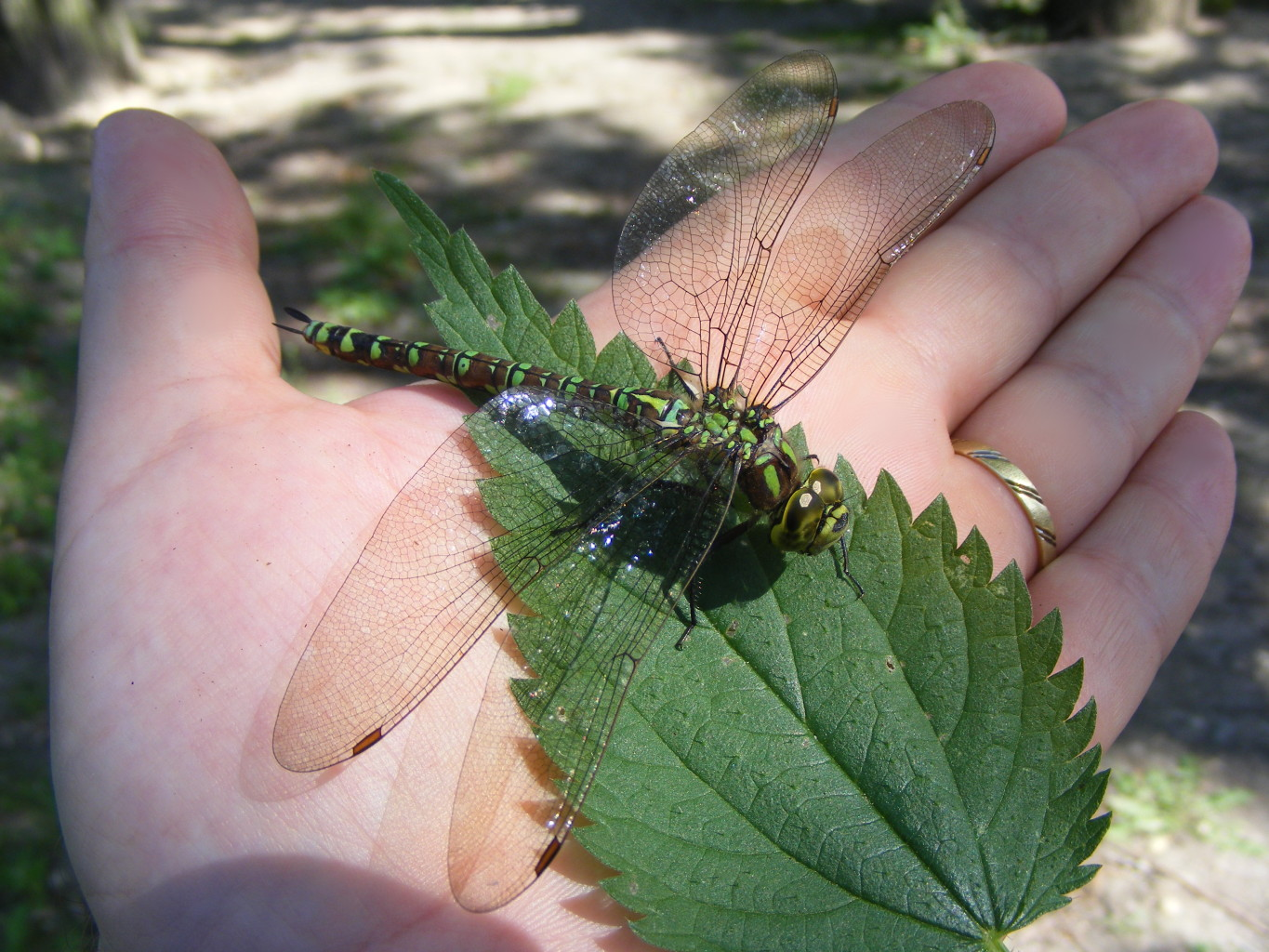
Velikost šídla v porovnání s lidskou rukou

Vážky se dělí na 3 podřády. V Česku se vyskytují stejnokřídlice a různokřídlice.
- stejnokřídlice (Zygoptera)
- různokřídlice (Anisoptera)
- šídlice (Anisozygoptera)